# Quand la guerre sera loin
Pour plus de détails, voir Fiche technique et Distribution.
Quand la guerre sera loin est un téléfilm français 2009 réalisé par Olivier Schatzky, diffusé le 8 novembre 2011 sur France 3.

## Synopsis
1914. L'avenir du jeune Louis Midavaine semble tout tracé. Après avoir fait les Beaux-arts et rêvé de devenir artiste, il a repris avec son frère la petite boutique de marchand de couleurs familiale, et rien ne semble s'opposer à l'amour qu'il porte à sa jeune cousine Marie-Louise. En quelques mois, la Grande Guerre va tout remettre en cause. Louis est grièvement blessé aux jambes et au bassin. Louis se retrouve en Allemagne, où il découvre le travail de la laque auprès d'ouvriers chinois, venus protéger les hélices des avions allemands. Après l'armistice, Louis rentre en France. Malgré son état, il décide de fonder un atelier de laque, et engage des artisans qui, comme lui, sont des mutilés de guerre. Ensemble, ils vont tenter de réapprendre à vivre, d'oublier les horreurs de la guerre et de faire prospérer leur petite entreprise...

## Histoire
Le scénario reprend l'histoire réelle de Louis Midavaine qui fonda un atelier à Paris au numéro 54 de la rue des Acacias.

## Fiche technique
- Réalisateur : Olivier Schatzky
- Scénario et dialogues : Nadine Lermite et France Saint-Léger
- Image : Bruno Privat
- Décors : Jacques Bufnoir, Véronique Melery
- Costumes : Varélie Adda
- Son : Frédéric Ullmann
- Montage : Aurique Delannoy
- Musique originale : Alexandre Delilez
- Production artistique : Delphine Wautier

- © France Télévisions - MFP 2009
Une co-production MFP - France Télévisions
- Durée : 95 minutes
- Pays :  France

## Distribution
- Loïc Corbery, pensionnaire de la Comédie Française : Louis Midavaine
- Gaëlle Bona : Marie-Louise
- Bernard Blancan : Ferdinand
- Adrien Jolivet : Joseph Midavaine
- Hervé Laudière : Victor
- Manuel Le Lièvre : Lucien
- Anne Benoît : Céline Midavaine
- Anne Alvaro : la duchesse
- Laurent Terzieff : le curé
- Yann Collette : le comte